# 切羅基傳統信仰
切羅基傳統信仰是北美原住民切羅基人的傳統信仰，傳統切羅基人信奉巫覡宗教、自然崇拜。因為他們人口較多、與白人交流時間較晚、過去長期甚少與新住民接觸，所以他們保留下來的神話、傳說等東西仍有一定數量。多為口頭相傳，並由研究者記錄下來。

## 特色
切羅基人的神話、傳說通常跟動物或是英雄有關，並且顯示自然力量的強大與巧妙。其中，神話充滿著魔法，疾病和死亡，還有來生的概念。另外還有不少跟動物有關、就像童話故事的傳說，還有一部份的傳說則反應出切羅基族群在過去某些特定時段內的歷史事件，例如有關白人的傳說、或是阿尼基斯基傳說。
人們也可以藉由切羅基神話，來了解切羅基人的傳統生活方式與觀念，例如，他們許多神話傳說都脫離不了打獵生活、而在結婚後，也都是從妻居，成為女方家長的義子，反映出他們的母系社會，另外也有不少與紀律、禁忌有關的傳說來勸導族人不要做不好的事。依照其內容，可大致分為「創世神話」、「動物的故事」、「鄉野傳說」與「時事反映」等種類，但也不是每個故事都區分的很清楚。
研究人員發現，通常相同的故事不會只流傳在切羅基人群體中，有些故事在其他北美原住民族群中還更完整。

## 主要架構

### 宇宙觀
在切羅基神話的宇宙觀中，世界並不是安定的，而是處在一個動態的平衡，並且充滿了神秘和危險。其他神話裡相當於「神」的神聖力量往往會對人類造成不良的影響。
切羅基人認為，世界是一片浮在廣大海洋上的大島嶼，往上的天空分為了七層，而最頂端的一層稱為「加倫拉蒂」（Galunlati,意思為「至高無上」）是石頭做成的拱形建築，稱為「天拱」（sky vault），那裡存在著各個天體，像是太陽、月亮、星辰，還有許多地表上動物們的祖先，以及一個「雷霆之國」（Thunder powers）另外，天拱與大島嶼之間是以四條纏在島嶼上四個角落的繩子相連的，是那四條繩子讓大陸免於沉入海中，而切羅基人是島上最主要的人，當世界過於老舊的時候，繩子就會斷掉而大陸也會沉入海中。大島嶼上最神聖的地方是四個方位的中心，也是太陽女兒阿賈葳拉（Agawela）所居住的地方，而剩餘的四個方位都有自己代表的顏色和含意，東邊為紅色，代表力量和戰爭、北邊為藍色，代表失敗和不開心、西邊為黑色，代表死亡、南邊為白色，代表和平和神聖的力量。
除了往上的天空有另一個世界外，切羅基人也相信還有一個位於地表之下地底世界，那裡是泉水的來源。地底世界的樣子就跟地表的世界差不多，但季節相反，因此泉水才會在冬天的時候很溫暖、但夏天的時候很冰涼。而泉水的源頭就是通往地底世界的入口，但要去的話不只要很會游泳，還需要有地底世界的人帶路才能進去。
傳統切羅基信仰認為世界處於動態平衡的原因是因為，他們認為人類殺死動物、不尊重動物的作法，讓天上的動物祖靈生氣了，於是牠們叫動物們以各種方式懲罰、傷害或殺死人類，大多數的動物都答應了，但除了一些像是藍雀、河狸等動物不想跟人類對抗之外，植物們也選擇幫助人類，並且在人類需要的時候奉獻自己讓他們得以存活，世界便是在這種互相對抗的狀態下維持動態平衡的，許多生活中的災難都是上天給予的懲罰，例如乾旱或瘟疫，此時人們可以藉由祈禱、儀式或以煙來暫時平息牠們的憤怒。

#### 喚雷者
生活在雷霆之國的人，被稱為「喚雷者」（thunder），他們擁有強大的力量，可以呼風喚雨，當他們在天上大吼大叫的時候，就是所謂的打雷，他們也跟巨蛇脫離不了關係，有時候是坐騎、有時候是兄弟姊妹、有時兩者皆是，還會拿另一條響尾蛇當作巨蛇的項圈。值得一提的是，喚雷者並不是雷神，他們在神話或傳說中通常都出現在人群中，以普通人的方式生活、打獵、結婚生子、還會把其他普通人收為姪子等，只是跟普通人相比有比較強大的力量，有可能是一種自然力量的形象化，而喚雷者的傳說中，也體現出切羅基人的社會和家庭狀況和民族中的主流觀念，像是有個傳說裡說一名年輕人跟一個神祕的女孩子結婚後住進她的家裡，而女孩子的哥哥是個喚雷者，他要年輕人用當作項圈的響尾蛇駕馭代替馬的巨蛇，年輕人因為害怕而不敢做，結果當場他的妻子、房子、喚雷者都消失了，這則故事除了顯露出切羅基人的女性社會之外，也顯露出他們尊敬強者和勇士的想法。另外，傳說中，切羅基人也是藉由喚雷者將火的化身──火女澆熄之後，將灰燼帶回去而得到了火的。

#### 太陽
太陽在切羅基人的神話中也是佔有很重要的位置，因為太陽決定著當時人們的生活狀況，切羅基人認為太陽跟「加倫拉蒂」上的動物祖靈是相同甚至更偉大的存在，祂一方面會以乾旱來懲罰違反規範的人們或是將像是發燒、中暑等疾病或症狀帶給人們、但另一方面也藉由讓植物生長給人們拿做藥用，而祂的女兒住在大島嶼的中心，是最偉大的祭司（薩滿），也因如此，切羅基人的薩滿多為女性。
然而，太陽的力量也是可以被削弱的，當久旱不雨而祈禱無效後，切羅基人會改而乞求「東方之女（The Woman of the East）」帶來雨水，或是以霜和霧來削弱太陽的威力。

### 生死觀
文獻裡說，傳統切羅基信仰中，他們害怕死亡，特別是因為疾病的死亡，是因為被惡靈纏身的關係。他們相信最原始的人其實是不會死的，死是頭目或酋長之類人的特權，他們會在死後前往西方「夜地」（Night land）的死人之國：蘇斯傑納（tsusgina，切羅基語），在那裡逗留七天後，被「小人」（little people）帶回人間復活，然而，有一次，一個已達適婚年齡的少女死了，而兩個小人準備帶她回來，而有頭目事先提醒他們在過程中不要理會少女的話，但其中一個矮人沒有放在心上。他們將少女放進棺材裡後，搬著棺材出發，但在路上稍作休息的時候，一個小人有事暫時離開，而那個沒有記得頭目的話的小人聽到少女在裡面嫌悶，就幫她在棺材上鑿一個孔，當孔鑿出來時，一陣風從裡面吹出來，直到小人們終於把棺材帶回來並打開時，才發現裡面的少女已經不見了，那個少女成為第一個真正死亡的人，人類也就此開始會死亡。這個傳說也顯示出切羅基人警惕後代要遵守禁忌的想法。值得一提的是，「蘇斯傑納」只是「夜地」中的一部份而已，並非整個西方都是死人之國。
另有一說，最初死亡的那個少女即為太陽的女兒阿賈葳拉，而提醒小人的頭目則是太陽。

#### 小人
將死者從「夜地」帶回來的小人並不是住在夜地的人，他們的存在類似於其他神話裡的精靈，是不同於人類的另一種存在。
切羅基人相當敬畏小人，認為他們擁有強大的力量，只要是他們認為矮人所居住的地方，他們都不敢靠近，傳說中有人在一個晴朗的好天氣中誤闖小人的住處，結果受到莫名其妙的雷擊、有人的房子位於小人前往河邊捕魚的路上，而被小人放火燒了、還有人在小人居住地附近的河裡玩水時，生氣的小人把清澈的溪水變的混濁。然而，小人也是有不少不危險的傳說，據說他們會在地板抬高的屋子下跳舞、被優美的歌或曲子吸引、或是拯救受困於暴風雪中的人們、也有人把一些無意間挖到的小地道認定為是小人在居住地受白人威脅時逃走的緊急通道。

#### 魔法師
除了喚雷者與小人之外，切羅基神話傳說中還有一種特殊的身分：魔法師（magician）。他們跟喚雷者一樣，擁有強大的超自然力量，但跟喚雷者不同的是，喚雷者的力量偏向自然力量的展現，但魔法師的能力卻剛好相反，他們的法術比較偏向干涉、影響其他事物，像是愛情、詛咒、精神狀態、瞬間移動、改變外型或遊戲的結果等，比起喚雷者，更像是由人類學習魔法而來，極有可能就是所謂的巫師。他們有一部份住在夜地，但大多數住在人間。雖然他們擁有強大的力量，但許多傳說或神話裡都顯示出切羅基人認為魔法師是比不上喚雷者的，甚至有可能他們的力量還是由喚雷者所給予的，另外也有像是詛咒魚鷹捕不到魚，卻看到魚鷹從天空中抓來鮮紅色的魚而爬上樹釣魚結果餓死、或是在跟喚雷者的兒子賭博，卻因為喚雷者的力量而法力失效導致賠光包括妻子和自己的命在內的所有東西最後被變成海邊纏繞著樹的藤蔓的魔法師烏匝伊（Vtsa:yi，切羅基語）的故事，可能是要以此體現人類在自然力量的強大前是相當弱小的想法。

#### 烏蓮達
烏蓮達（urenda，切羅基語）是古代切羅基人所認為存在於萬物中的力量，不管是人、動物、無生命的物品，影響著自然界的現象以至人類的行為處事，如果一個人體內的烏蓮達被擾亂，極有可能造成無法反轉的傷害或影響。有點類似瑪那。

## 創世神話
切羅基的創世神話中，有非常多部份是跟動物、魔法和他們身邊的事物脫離不了關係。以下列出其中幾則。

### 創造大陸
一開始世界上只有海洋和天空，動物們都在加侖拉蒂生活，但因為動物太多了，他們希望找新的地方居住，因此牠們叫「河狸的孫子」龍蝨潛入水中尋找，龍蝨先在水面附近找來找去但都沒發現後，又潛到水底才發現有陸地，便帶了點其中的泥土回到水面上。然而，一回到水面上，那些土就開始自動增生、愈來愈多，最後變成了一塊大島嶼，而天上立刻垂下了四條繩子綁住大陸讓它浮在水上（不知道是誰做的）。
天上的動物看到大陸出現，便叫鷲的祖靈（所有鷲的最早祖先）飛下去確認大陸是不是乾燥到足以站上去，但因為當時沒有可以降落的地方，牠飛到筋疲力盡摔在地上，因為鷲的祖靈非常大，這麼一摔就讓還沒乾燥的大地出現了山和丘陵，而動物們擔心他把大陸都拍成山就沒有平地了，連忙叫牠回去。直到大陸終於乾燥之後，動物和植物們才終於抵達大陸。
當牠們抵達大陸時，因為四周都很暗，因此牠們從天拱那兒找來太陽照明，讓它每天從東向西繞過天際，起初因為距離太近了，熱的受不了，甚至讓螯蝦的殼被煮紅、肉都爛掉了（因此傳統切羅基人不吃螯蝦），於是由切羅基人的魔法師們施展魔法，把太陽舉到第七層的天空、加侖拉蒂之下。
創造牠們的神（不清楚到底是誰）曾要牠們在抵達陸地後七天不能睡覺，但最後只有一部份遵守約定，動物有貓頭鷹和豹，它們因此得到了在夜晚活動和看清楚東西的能力、而植物有雪松、松樹、雲杉、冬青和月桂，它們因此得以整年保持綠色的，並且能做成很好的藥物。
人類在動物和植物抵達之後才到大陸上，起初是一對兄妹，他們在交合後第七天生了第一個孩子，並且很快在下一個七天後又生了另一個，直到他們察覺人口太多，才規定女人一年只能生育一次。

### 取得火
神話中，大島嶼上是沒有火的，火只存在於遠處一座小島上，那是由喚雷者們用雷電創造出來並放在島上一個中空的楓樹底部。動物希望能得到火，因此在開會討論過後，先後派了老鷹、渡鴉、烏鴉、鵟、火雞、熊、臭鼬、狐狸等動物去拿回來，但沒有一個成功，反而還被火燒成今天看到的深色毛皮，火雞被燒得最慘，頭和脖子都光禿禿的、臭鼬只被燒到一部份，所以身上有黑白條紋。
當輪到蜘蛛時，又小又不會游泳的蜘蛛想到一個好辦法，他將一個印地安小碗（Indian pot）用絲黏在自己的肚子上，藉由放在水上會漂浮的碗讓自己可以橫越海洋，並將絲纏住火（或是讓絲點燃火）並拉進碗中再以相同的方式回到大島嶼上，火就此存在於大家的生活周遭。

### 火女
從前，有一個很老很老的女人，坐在獵人必經小路旁的一棵樹下，每當有打完獵的獵人經過，她就會要求獵人讓牠舔一口獵物的血，因為也沒有甚麼損失，獵人大多都會讓她舔。
可是有一天，當一個獵人將獵物舉在她頭頂、讓她仰起頭來舔之後，發現獵物已經被烤熟了。他們這才發現，那個老女人是火的化身！
村民為此很慌張，因為火女在樹下，稍有不慎可能就會引發森林大火。他們派鳥去把火帶回來，但太熱了讓鳥無法接近、他們派鼴鼠挖洞過去把火帶來，但鼴鼠卻反而被燒成黑色。
最後，村民中一個喚雷者自告奮勇去消除那個威脅，他喚來雲雨、疾風和雷電，天空頓時降下了大雷雨，把火女給澆熄了。而當喚雷者走近一看，發現還有一點灰燼在燒，他便把那些灰燼帶回村子，人類因此可以使用火。

### 加納迪和謝露

#### 野男孩
很久以前，有一個叫做加納迪的獵人（Ghana:di，切羅基語），她和妻子謝露（selu）有個兒子。因為白天加納迪要打獵而謝露要處理家務，他們的兒子只能自己跑去河邊玩，有一天，河裡突然出現另一個男孩，那個男孩跟他們的兒子一起玩，並且叫他「哥哥」，事情傳到加納迪和謝露耳中，他們知道那個孩子是在謝露把加納迪獵到的動物在河中放血洗淨時，從流進河裡的血裡誕生的，因此他要兒子下次叫到那個男孩時抓住他。
隔天，當河裡的男孩再度出現的時候，他們的兒子成功架住他，雖然野男孩想逃回合裡，但他們夫婦及時趕來把他帶回家裡去，花了好一段時間後才終於讓野男孩願意跟他們住在一起，然而，野男孩仍然無法管教，不只整天帶頭惡作劇，還因為他天生會使用魔法，讓部落裡的人都對他很頭痛。

#### 矮人
加納迪不准他的兒子去一些懸崖，但他的兒子們不聽話，還是跑去了。
他們在那裡遇到一個矮小的人做在石頭間，矮人要他們背自己回洞穴，兒子們答應了。
然而，走著走著，兩個兒子都很累也厭倦了，但矮人死死抱著其中一個的肩膀不肯下來，於是他們決定假裝爬上樹後摔下去裝死來擺脫他。
矮人的確中計了，當他們一動也不動倒在地上好一會兒後，他從其中一個人的背上下來，一個人回到自己住的洞穴中。
兄弟倆趁機起身逃跑，卻被矮人看到並且因為受騙而追殺，兄弟倆連忙逃回家，向加納迪說明發生什麼事情，加納迪沒辦法，只好施展魔法，將追來的矮人制伏之後砍成碎片全丟到一個盆子裡，變成了一隻隻青蛙。

#### 造箭
加納迪每天都會帶獵物回來，他的兩個兒子很好奇他在森林裡做什麼事，因此在意天偷跟上去。在發現加納迪走到沼澤附近，野男孩將自己變成鳥的羽絨，讓風把自己吹到加納迪的肩膀上，發現他在用沼澤旁邊的蘆葦做箭，並在森林外面的一顆巨石上埋伏，每有動物從森林裡跑出來就射箭打獵。
他的兒子們覺得很有趣，因此也用相同的方法做箭，以相同的方式打獵。然而，他們發現只要刺激到鹿的尾巴，他們的尾巴就很有趣的舉高起來，因此他們一直攻擊鹿的尾巴，讓鹿群不堪其擾逃進更深的森林，而其他動物察覺異樣也紛紛跑開，還出現了一大群黃蜂、蒼蠅、蚊子、跳蚤等害蟲攻擊他們！在家裡聽到遠方雷聲的加納迪察覺不對，趕到現場，發現他的兩個兒子都被害蟲叮的奄奄一息，確認他們學到教訓後才出手除掉那些蟲子，並且大聲責罵他們對動物的不尊重，以後都不准他們打獵。

#### 玉米
因為加納迪的兒子對動物不敬，他們有好一段時間獵不到動物，但謝露總是可以拿出像是玉米、大豆等食物來餵飽兒子們，他們很到底是從哪裡拿來的，因此，他們在謝露走進拿食物的房間裡時，偷偷在牆上鑿了一個孔偷看，發現謝露打開雙腳，從陰部掉出了他們所吃的東西。
兄弟認為謝露是女巫，給他們吃不潔的食物，因此打算殺死她。謝露在被兄弟殺死之前，要求他們拖著自己的屍體繞七圈後，埋入家附近的土地裡，並且整個晚上都不能睡覺，兄弟答應了，並且殺了她，他們將謝露的屍體在晚上埋入土地中，而那一大片地立刻冒出玉米芽，並且以驚人的速度成長。然而，兄弟們卻沒有遵守剩下來的約定，睡著了，使得玉米的生長中斷，變成今日必須種好幾個月才能採收。這個故事也是在跟切羅基人說，答應好的事情有多重要。

#### 狼氏族
加納迪回家後得知發生什麼事，當場暴怒離開家裡，去找狼氏族的人要他們去跟自己的兩個兒子玩球（暗示去殺了他們），狼氏族的人答應了，然而，野男孩早在他離開後就變成一搓毛飄到他的肩膀上，因此知道會發生甚麼事，他藉由營火的煙飄回家裡，跟自己的哥哥商量好應對的方法：他們在家的外側畫一個圓，將圓裡的障礙物淨空，並用粗樹枝做出四大綑又粗又長的箭插在圈外做成臨時的籬笆，而他們兩人則躲在更外側的樹叢裡。
幾天後，一群狼氏族的人來了，他們沒有發現兩個兒子不在房子裡，從籬笆的出入口進去兄弟倆弄出來的空曠場地，躲在樹叢中的他們立刻射箭，豪不費力地把狼氏族的人一一射倒，狼氏族的人跳不出籬笆，只能從出入口逃出去，逃往沼澤，而他們點燃沼澤旁邊的蘆葦和樹叢燒死他們，最後只有一點點狼氏族的人成功逃走，跑進森林裡成為了野狼。

#### 豹和食人族
雖然趕走了狼氏族的人，但兩個沒有父親照顧的小孩還是難以生存，因此他們決定去找他，他們藉由往四個方位滾遊戲用的輪子（gaming wheel），並藉由輪子沒有滾回來來判定加納迪在東方。他們走了很長一段時間才終於見到父親。
加納迪表示願意跟他們和解，但是要他們跟自己去一個地方。他帶他們往西走，途中經過一片沼澤，他警告兩個兒子附近有很危險的美洲豹，不要亂跑，但當他們離開加納迪的視線時，兩個兒子就跑去找豹，發現牠在睡覺，兩個兒子立刻拿弓射牠，沒想到豹只是轉轉頭或身體，就全部都躲過了，兩個孩子沒辦法只能繼續趕路追上加納迪，還在加納迪面前很驕傲地說那隻豹「沒有傷害他們」。
接著，加納迪又告訴他們會經過一個食人族部落，要他們小心。但兩個孩子又趁他不注意時，拿了一點樹皮碎片前往食人族部落。食人族發現牠們後立刻把他們抓起來，生火打算丟進鍋子裡煮，野男孩第一個被丟進去，但他的哥哥既沒有害怕也沒有逃跑，反而偷偷把樹皮的碎片丟進火中讓火燒得更旺，使食人族以為已經煮好了，就把鍋子打開，沒想到其中射出強烈的光芒，把食人族全殺死了。

#### 夜地
因為兩個孩子耽誤了行程，加納迪已經超出他們的視線了，他們只能繼續遵照加納迪的指示往西方走。路上他們遇到一個西方的老住民熱情招待，老住民告訴他們，兩人終會在日落之地（夜地）生活下去。兄弟倆之後繼續前進，終於在夜地的蘇斯傑納（死人之國）找到已經先一步抵達的加納迪和謝露，一家人在那裡生活七天後，兄弟倆繼續往西走，抵達了夜地的最西邊，成為了小人。西方傳來的打雷聲便是他們製造的。

### 喚雷者的妹婿
切羅基人很喜歡跳舞，經常每隔幾天就舉辦一次舞會。
有一天，舞會裡來了一對漂亮的姊妹，受到眾人的注目，接下來幾次舞會她們都有參加，但沒人知道她們到底來自哪裡，她們也絕口不提自己的事。
有一個少年喜歡上其中一個少女，他是一個巫醫，因此使用能吸引人的藥來吸引她們注意，甚至無法克制地偷偷跟著她們回家，發現她們住在森林中的一間屋子裡。
有一次，他再次偷偷跟著她們回家，但發現兩姊妹早就在前面等著她了。其中一個問他：「你想跟誰說話（暗示問他想跟誰結婚）？」提問的那個少女就是少年喜歡上的人，於是少年便住進了她們家，和兩姊妹及她們的母親住在一起。
三天後，天空突然烏雲密布、雷聲大作，他的妻子說是她們的哥哥回來了。沒過多久，她們的哥哥騎著一條巨蛇出現──他是一個喚雷者。
少女的母親向兒子介紹他的妹婿，並提議他帶著少年到附近晃晃，少年和哥哥都答應了，少年因此走到馬廄要牽馬出來，卻發現馬廄裡只有一條跟哥哥的坐騎一樣大的巨蛇！
哥哥叫他用角落箱子裡的項圈繫住蛇的脖子，但少年打開箱子一看，裡面只有一條響尾蛇！不敢抓住響尾蛇的少年回到門廊上、靠著柱子，思考著要怎麼辦。
然而，下一瞬間，他的妻子、房子、哥哥等所有一切都消失了！他單獨一人身在森林裡，無處可去只好回家。如果他成功克服恐懼完成考驗，他就可以成為一名出色的魔法師。

### 愛跳舞的七兄弟
有七個兄弟很喜歡跳舞，每天都敲著鼓、跳著鷹之舞（Eagle Dance）。
有一天他們依然在跳著舞時，發現自己飄到了空中，最後成為了現在昴宿星團的七顆最明亮的星星，第八顆則是他們用的鼓。

### 思東寇特傳說
為了懲罰人類，動物祖靈將思東寇特（Stone coat）這個怪物送到人間。思東寇特是以人的內臟維生的怪物，牠的外型就像人，但身上長有密密麻麻、像鱗片一般的石板（另有一說是他擁有一件刀槍不入的外套或盔甲），但他通常變成人的外型躲在人群中。
有一天，牠變成一個小男孩來到一個村子裡，說他是一名孤兒四處流浪，村民十分同情牠，便讓牠住了下來，並由其中一位男子收養，然而，隔天早上，男子其中一個孩子被殺了，肝臟也不見了，大家都很傷心、但也害怕，因為找不到兇手，沒過幾天，又有另一個其他人的孩子以同樣的手法被殺害。
接下來的時間裡，愈來愈多孩子們被殺，讓大家愈來愈害怕，巫醫（The medicine man）警告長老和頭目們，再這樣下去村子的人遲早會被殺光，使得他們開會討論對策。收養孤兒的男子此時告訴他們，他注意到自己收養的男孩很可疑，每次有人被殺的時候，他都沒有食慾。長老們立刻開始討論要怎麼對付那個披著人皮的怪物，有人提議說襲擊殺了那個怪物、但也有人認為那隻怪物太過強大，對抗可能沒有勝算。
最後，由巫醫想出了個點子。他找來七名月經來潮的婦女，要她們夜晚時打開雙腳，在思東寇特行經的路上走，而其他人埋伏在路的兩側。
當男孩外型的思東寇特看到那些女人時，認為她們很漂亮，所以打算放了她們，若無其事地從她們身旁走過，然而，當經過第一個女人時，牠便開始感到身體不舒服、變得虛弱、甚至吐血，每經過一個女人，這種情況就愈強烈，直到最後牠終於支撐不住而倒在地上，而埋伏在路邊的人立刻包圍了牠，想要把牠殺死，但變回原形的思東寇特外皮實在是太硬了。
中詛咒的思東寇特明白自己很快就要死了，因此要求人們把牠的身體燒了，並且對人們說，牠死後會留下疾病在這個世界危害人類的生命，但只要唱牠教的歌曲就可以治癒疾病，人們答應了。思東寇特在被燒死前，持續的唱著歌，就算牠被燒得徹底，飄到空中的煙還是傳來歌曲的聲音。圍著牠的人們把這些歌全記了起來，這些「歌」就變成了之後巫醫使用法術治癒別人時所唱的咒語的最早起源，另外，人們把牠身上像鱗片一般的石板皮膚平分帶走，帶走的每個人最後都實現了自己的願望。思東寇特可以說是最有名的切羅基神話傳說之一。
另外，也有說法認為思東寇特的雙手都是尖銳的石頭，好方便牠挖出被害人的內臟，也有人稱他為「思東克雷德（Stoneclad）」。

### 烏匝伊的故事
烏匝伊住在一條河旁邊，他是一個魔法師，藉由魔法和別人賭博獲勝以取得財產。
河的另一邊住著一個喚雷者，雖然已經結婚了但仍四處留情，跟其他女人生下一個私生子。
有一天，他長大的私生子身上滿是斑點和膿瘡，他的媽媽便要他去找喚雷者幫忙清除掉那些東西。男孩走在路上，經過烏匝伊的屋子。烏匝伊邀他跟自己賭博，男孩說他沒有賭注可以下，烏匝伊提議用他身上的斑點膿瘡來賭，如果男孩贏了，他就施法把那些東西轉移到自己身上，但男孩沒有答應，繼續去找自己的爸爸，並答應他自己之後一定會回來。
找到喚雷者後，雖然跟他說明了自己的身世，但喚雷者還是很懷疑，於是在隔天蒐集不少藥草、放進煮食物的甕中煮沸，並且把男孩丟進甕裡、在把甕丟進河中，然而，在丟進河中的那一瞬間，甕炸了開來，從其中射出一道電光其中河岸上好幾棵樹，接著，換雷者要他用自己的能力把房子旁邊的樹給摧毀，男孩便用雷電一棵接著一棵把樹給霹成碎片直到喚雷者叫他住手，喚雷者這下完全承認他就是自己的兒子。
男孩告訴喚雷者他和烏匝伊的約定，雷神便給他一個裝滿珠子的葫蘆當作賭注和蚱蜢用自己的後足當刀所做成的箭。
男孩回去找烏匝伊，他們比賽射飛鏢（用很短的箭當飛鏢），之前有魔法的幫助，烏匝伊每次都可以命中靶心，但這次不管他射了多少枝，箭都會在碰到靶之前就裂開落下，但男孩的箭卻準確地命中目標。
烏匝伊不服氣，繼續跟男孩賭，但不管怎麼賭他都會輸，直到他賭光了包括老婆在內的所有東西，他還是不服輸，連自己的手指、手臂、腳趾以至於全身都賭光了，烏匝伊最後只能認輸，他說男孩可以殺掉自己，但他要先到房子後面去處理一點後事，男孩答應了。然而，烏匝伊卻遲遲沒回來，他跑到房子後面去看，卻除了一個正在做陶器的老婦人之外什麼也沒看到。
男孩回去跟父親說，喚雷者便借他一隻糞甲蟲去找烏匝伊。糞金龜最後停在那個老婦人的額頭上，發出響亮的「烏匝伊」聲音，並射出一道電光，變成老婦人的烏匝伊被迫便回原形、轉身就跑，而男孩在後面追殺他。烏匝伊試著變成其他的動物來逃脫，但每次都被糞金龜識破並向他射出雷電，沒打中的雷電在地上留下一個個大坑洞，烏匝伊最後還是被抓住了。
他全身被綁著、丟到海邊的水裡，一條藤蔓從他的肚臍裡長出來、攀上海邊的樹，烏匝伊要海獺幫忙咬斷藤蔓，但海獺卻被藤蔓招來的烏鴉嚇跑了，烏匝伊就這樣永遠被困在那兒。
之後，人們都會以「阿基卸呱（Agi:se:gwa，切羅基語，意思為「雌性動物」）來稱呼他這個害怕挑戰或賴帳的男人。

## 動物的故事
切羅基的動物故事特色為行為和社會狀況都擬人化的動物間彼此相處、或跟人有跨生物的感情等，跟鄉野傳說中的動物相比之下更為擬人化。

### 負鼠和龜
有一隻負鼠和一隻龜是好朋友，他們答應彼此要互相幫助。
有一天，烏龜被狼給抓到了，為了活命，烏龜告訴狼自己的朋友負鼠可以爬到樹上摘柿子下來給牠吃，而狼答應了。
他們找到了負鼠，要求負鼠爬上樹摘柿子，而負鼠答應了，當負鼠準備把柿子丟下去的時候，烏龜跟狼提議來比賽誰接到的柿子多，好勝的狼一連三次都張嘴接到了柿子，並且吃的很開心，但是，當負鼠準備第四次丟柿子的時候，卻把放在育兒袋中的打火石扔了下去，用嘴巴接住石頭的狼因此噎到，最後死了。
殺死了狼之後，負鼠和烏龜割下了狼的耳朵，來到人所居住的地方，受到人們的款待，但當他們拿出狼的耳朵當作湯匙來拿東西吃時，卻讓人們嚇到了，因為那時候，動物之間是不能互相殘殺的，人們因此把牠們抓住打算殺掉，正當人們討論要怎麼殺死烏龜時，有人提議燒了牠，但烏龜說牠會用尿把火撲滅、有人說從陡峭的山坡上扔下去，但烏龜說他有殼可以保護、有人說讓到水裡煮，但烏龜說牠會把盆子撞破，最後，當有人提議丟到最深的水裡時，烏龜開始哭並拜託人類不要那麼做，甚至把眼睛都哭紅了，以為找到方法的人立刻把牠丟到水裡，烏龜藉此逃過一劫，至於負鼠，當人們用棍子打牠時，牠立刻倒在地上裝死，而當人們一轉過身，牠又立刻跳起來跑不見。

### 熊的尾巴
熊一開始有跟狐狸一樣蓬鬆的尾巴，牠因此非常驕傲，而其他動物也很忌妒牠。
有一年冬天，熊在路上遇到了拿著一大堆魚的狐狸，熊問牠是在哪裡抓的，狐狸便帶牠到一處結冰的湖，要牠把尾巴伸進在冰上鑿出來的洞裡釣魚。
熊照做之後，覺得尾巴有點痛，狐狸騙牠是因為魚在咬牠的尾巴，當熊想把尾巴拉出來時，尾巴被冰凍住了，狐狸說是因為抓到的魚太多，要幫牠去找其他動物來幫忙，離開的狐狸刻意經過一間獵人小屋，讓兩隻兇猛的獵犬和獵人追著自己跑、把他們引道湖邊，熊發現獵人出現了，情急之下用力一拔，就將尾巴拔斷了。

### 土撥鼠的尾巴
土撥鼠原本有濃密的尾巴，但有一天，牠被狼抓到了，牠拜託狼不要殺牠，牠可以在狼跳舞的時候唱個伴奏，而狼答應了。
然而，當牠快把歌唱完後，牠翻了一個筋斗跳進旁邊的樹洞裡，但狼抓住了牠的尾巴，情急之下之只好拔斷自己的尾巴保命。

### 鹿的性別
原本鹿是沒有性別的，直到有一天，兩隻鹿比賽跳河，如果跳過去的就是雄性、跳不過去的就是雌性。
鹿從此有了性別，據說在他們當初跳過的河岸的岩石上還看的到當初跳到河邊的鹿所留下來的蹄印。

### 長腳鳥
有一隻身形只有鵪鶉那麼大的鳥，卻因為有雙異常長的腳而感到自卑，躲在草叢裡。
蚱蜢問牠問什麼躲在這裡，而牠告訴蚱蜢原因後，蚱蜢勸他總有一天會有用到那雙長腳的時候，要牠走出草叢並唱歌。長腳鳥照做了，牠的歌聲很好聽，吸引無數同伴停下來欣賞，但卻始終沒有需要用到長腳的時候，又讓牠躲回草叢裡。
同一時間，有隻雌鳥在麥田中哭泣，蚱蜢問牠原因，原來是因為牠把蛋產在麥田裡，但牠聽到人們打算要收割麥子，沒有巢就無法保護蛋，沒辦法的牠只能哭泣。
蚱蜢告訴牠草叢裡有一隻長腳鳥可以幫忙。
雌鳥連夜去找長腳鳥並拜託牠，長腳鳥雖然不知道怎麼幫但還是答應了。然後牠發現，自己又長又大的腳可以抓起蛋來移到安全的地方，牠藉此保護住了那些蛋。
知道自己有所用處之後，長腳鳥就再也不自卑了。

### 飛行比賽
鳥群決定舉辦一場飛行比賽來決定牠們的頭目，飛最高的鳥是頭目、第二高的則是副頭目。
其中，有隻小鳥知道老鷹一定會飛的最高，輕盈的牠躲在老鷹的羽毛裡，老鷹都沒有察覺到。
比賽進行到最後，大多數的鳥都因為無法在飛得更高而降落，老鷹看天空中最後一個競爭對手──隼也降落之後，便開始也準備回到地面。而這石，躲在羽毛裡的小鳥飛了出來，飛的比老鷹更高，所以牠贏得了這場比賽。

### 跳舞的鶴
有一個婦人的女兒死了，她很愛她的女兒，天天哭個不停，飯也吃不下，愈來愈瘦弱。
村民們擔心她的狀況，因此試著用跳舞的方式來讓她開心並停止想她的女兒，但效果有限，婦人很快又開始哭了。
旁邊的鶴看到了，向村民建議由牠來跳舞給婦人看，因為沒有辦法了，村民也只能同意。鶴因此開始以滑稽的舞步在婦人面前反覆混亂的走動、跳躍、啼叫，那古怪的動作就已經讓其他村民開始笑了，鶴最後停在婦人前，鞠躬的同時拉屎，終於把婦人逗樂了，婦人因此除漸擺脫了傷痛，虛弱的身體也痊癒了。

### 騙人的兔子

#### 狐狸篇
有一隻狐狸很會抓魚，有一天，牠在河邊抓了很多魚並打算帶回去，並在路上遇到了兔子。
兔子很想要幾條魚，但牠不會抓魚，牠希望狐狸給牠幾條，也被狐狸拒絕。
兔子因此偷偷跟蹤狐狸，確定牠要走哪條路回去後，抄近路到前面，在狐狸經過的路上裝死，狐狸雖然看到了一隻死兔，但牠並沒有在意，因為牠有很多魚了，等狐狸走遠後，兔子便從地上跳起來，再次趕到狐狸前面的路上裝死，而這次狐狸也沒有在意。
兔子沒有停止牠的行為，第三次繞到狐狸前進的路上裝死，看到第三隻死兔的狐狸，認為三隻死兔子比自己手上的魚還要好，所以放下了魚，回頭要去拿其他兩隻「死兔」，兔子趁機從地上起來，把魚全部拿走了。

#### 野貓篇
有一天，兔子被野貓抓住了。
兔子拜託野貓不要吃牠，並且說如果野貓放過牠，牠就帶野貓去抓鹿，野貓半信半疑，問兔子有沒有抓過鹿，而兔子回答：「當然！」牠帶野貓到河邊，有很多鹿聚集在河邊吃青苔。
兔子要野貓和牠一起爬上旁邊的樹，從上方撲下去抓鹿來吃，兔子自願第一個。
兔子選擇了一隻成年的鹿跳到牠的背上，鹿嚇到了，連忙跳進河中游到對岸，兔子也因此成功逃跑。

#### 水獺篇
有一天，兔子被水獺抓住了。
兔子拜託水獺不要吃牠，因為他們是親戚，水獺對牠的話感到很困惑，因為兩種動物怎麼看都不像。兔子問水獺：「你的排泄物是甚麼樣子的？」水獺說裡面有貝殼和螯蝦的殼，兔子說牠的也有，並且要他們兩個坐在一起、當場閉著眼睛排便來證明牠說的話。
當水獺排便時，兔子趁機把其中一半移到自己的屁股下，並叫牠張開眼睛，看看「牠們」的糞便是不是真的一樣。雖然一樣，但水獺對於自己排便的量那麼少感到相當吃驚，而兔子假裝也很驚訝。
然而，水獺還是不放心，因此要跟著兔子走，到了晚上，牠們決定停下來過夜，並升起了火。水獺很快就睡著了，而兔子趁機扯下一片樹皮，把燃燒著的木炭鏟起來丟到水獺身上，水獺全身都燒了起來並驚醒，兔子假裝很緊張的大叫，要牠趕快到跑道水里滅火，但自己趁機往其他方向跑走了。

#### 負鼠篇
有一天，各種動物們的頭目召開了一場會議，兔子覺得很有趣，便偷偷跑去參加。因為牠不能出席，牠選擇躲在開會地點附近的草叢裡，豎起耳朵仔細地聽。
但是，討論的內容卻很無聊，因此兔子離開了草叢，對在附近等待開會結果的其他動物說，頭目要他們舉辦一場舞會，參加者必須要一對男女，雖然其他動物感到很困惑，但還是照做，開始跳舞。
兔子因為事先使用了雌性歡迎的藥，因此身邊聚集著許多女性，而負鼠因為沒有吸引力，而被雌性所嫌棄和遠離。隔天早上，負鼠像兔子抱怨這件事，兔子說牠會再去問開會的頭目們要不要再開一場舞會。
兔子回到偷聽的地方，頭目們仍然在討論無聊的事，兔子回去說，頭目現在要牠們互相打鬥，打得愈激烈愈好。動物們雖然困惑，但還是互相打了起來。
在打鬥中，負鼠被打到倒在地上幾乎快死掉，但每當打鬥結束，牠又重新活了過來，變成今天人們打負鼠一下牠就會死、但一下子牠又會活過來的狀況。（裝死）

#### 狼篇
狼是路上跑的最快的動物（就切羅基人的生活環境而言），牠也因此很驕傲，老是找人賽跑，有一天，牠找上了兔子。
兔子說：「我不確定我會不會贏你，但我可以找到其他動物來打敗你。」驕傲的狼毫不猶豫地接受挑戰。
一會兒後，兔子帶來一隻烏龜，狼雖然對牠相當不屑，但還是接受烏龜的挑戰。
比賽一開始，狼就立刻衝了出去，將慢吞吞的烏龜甩到身後，然而，在牠以為自己贏定比賽的時候，卻突然聽到旁邊的大樹下有人叫牠──是烏龜！牠臉不紅氣不喘、一臉悠哉的說牠跑太慢了。狼不相信，回頭檢查一遍過來的路上，卻完全沒有烏龜的身影。
沒辦法的狼只能繼續跑，又狂奔了好一會兒，卻又發現烏龜在前面的大樹下乘涼，看起來很輕鬆。
狼繼續跑，但不管跑幾次，烏龜都率先抵達了牠前面，直到牠喘著氣終於抵達終點時，烏龜卻已經在從容地在終點等牠了，還嫌牠跑太慢。
其實，這都是兔子的詭計，狼所看到的「烏龜」從頭到尾其實一共有七隻，牠們事先在賽跑沿路上待命好，裝成好像只有一隻的樣子，每當狼一經過就立刻躲進草叢中，讓狼誤認為自己一直都在跟「一隻」烏龜賽跑。

#### 狼和烏龜篇
有一天，兔子被狼追殺，並躲到了自己的洞裡，卻還是被狼挖洞抓出來。
兔子連忙說，沒有住在這附近的法官許可，動物間是不可以互相殘殺的，如果法官同意，狼就可以吃兔子，就算不同意，或許也有替代方案。狼答應了，兔子就帶狼去找牠的朋友烏龜，要「身為法官」的烏龜幫忙評斷狼到底是不是可以吃掉自己。
烏龜問狼牠是在哪裡抓到兔子的？狼回答兔子的洞，烏龜便叫牠們帶自己去看那個洞穴。洞穴因為狼的挖掘，現在已經變成了一個地面上的大洞。
烏龜問狼是怎麼抓到兔子的？狼回答挖洞，烏龜要牠實際示範一次，於是狼就乖乖的跳進洞裡要示範抓到兔子的過程。然而，當牠一跳進洞中，兔子和烏龜立刻扔下沙土與石頭，把狼給活埋了。

#### 鹿篇
這則故事發生在另一隻身形比較大的兔子身上。
那隻兔子經常捉弄其他動物，讓動物們不堪其擾，開了一場會議討論怎麼讓它消失，而鹿的提議受到最多動物支持。
某一天，鹿遇到了兔子，鹿問兔子願不願意跟牠比賽跳過小溪，兔子答應了。當牠們來到河邊的時候，就只有兔子和鹿而已，而那條小河也很窄，兔子確定自己跳的過去，因此當鹿要兔子先跳，兔子也沒有反對。
兔子猛力一跳，終於跳到了對岸，但當牠回過頭時，牠已經深在一處海邊、背後也是一片汪洋。

#### 獵鴨篇
有一天，兔子被水獺抓住了，兔子拜託水獺不要殺牠，並且以自己抓鴨子來給水獺吃作為條件。
在鴨子聚集的河邊，兔子帶著核桃做成的絲線跳進河中，前到鴨子的下方，用樹皮絲線綁住鴨子的腳、在驚擾牠們，讓被驚動的鴨子飛起來帶走自己。
然而，飛了一段時間後，兔子漸漸體力不支而鬆手，掉進腐木空心的樹幹中，無法出去的他只能以腐木和嚼自己的毛來果腹，直到幾天後，他聽到外面有兩隻火雞經過，便請牠們幫住自己逃出去。

#### 思東寇特篇
兔子曾經有一次遇到思東寇特，而思東寇特打算殺死牠。
但兔子假裝牠們是老朋友一般向牠打招呼，讓思東寇特打消念頭，而兔子說為了慶祝好久不見，今天晚上要一起過夜，而思東寇特也同意了，牠們便升起了火。
在思東寇特睡著的時候，兔子偷偷用石錘把石頭打碎，並往思東寇特的肛門裡塞了個石頭碎片、最後躲到旁邊的洞裡，不久，思東寇特發出哀號、在地上痛苦打滾，牠身上其中一片石板飛了出來，不偏不倚飛到洞裡，把兔子的尾巴切斷了，所以今天兔子的尾巴才會這麼短。
也有一說那隻思東寇特是當場爆炸身亡，而跟被人類下了詛咒、最後要求他們燒死自己的那個思東寇特是不同的。

#### 面具篇
有一個叫烏孤（U:ghv，切羅基語）的人有個兒子，他的兒子有個帥氣的面具，每次參加舞會時都會帶著這個面具，並受到七個少女的歡迎，因為舞會時他都不把面具脫下來，大家都以為那就是他本來的樣貌。
然而，經常在舞會旁邊偷看的兔子發現那只是一個面具後，便在某一天把面具偷出來、戴著面具來到舞會現場、坐在旁邊。
七名少女注意到戴著面具的兔子，以為牠就是烏孤的兒子，因此靠近他坐在四周，開始跟他閒話家常，然而，兔子不會說人話，因此一直閉著嘴巴，少女們注意到牠的不對勁，將臉逼近看個仔細，才把牠的謊言揭穿。
兔子當場逃掉，並把面具丟到一邊把它摔壞了。之後，就算烏孤的兒子繼續參加舞會，也再也沒有受到任何注目。

### 和動物結婚的人

#### 麋鹿
有一個很厲害的獵人，和他的母親住在一起。他經常長時間出去打獵，偶爾才帶著一大堆肉回家給母親吃，一次打獵通常一年或更久。
有一次在外打獵回到營地後，他發現自己的打獵小屋裡已經被打掃乾淨、升起火、晚餐也已經準備好了，他很驚訝，不知道是怎麼回事。隔天，相同的事情發生，他熬夜一整晚看看闖進小屋的到底是誰，但整個晚上都沒有人出現，因此他改為在白天、正常情況下他不會回去的時間回去。結果出現在他眼中的，是在打獵小屋中忙著做家事的美麗女性。
獵人上前跟她打招呼。兩人認識以後，女人說希望嫁給她，而獵人也同意了。結婚的他們在森林中生活了三年，前兩年各生下一個兒子，而到了第三年，獵人說想回家去看母親，他的妻子雖然同意，但堅持要和兒子留下來等他，並要他回去後不要注意任何女生。
回到了家，村中不少女孩子也跑來跟她拿肉回去。晚上，他的母親告訴他其中一個女孩子的父母希望把女兒嫁給獵人，那個女孩子漂亮到讓他完全忘記了自己的妻兒，立刻就答應了。婚後，獵人想念起他在森林裡的家人，因此回去察看，發現他們都不見了。
獵人發現他們用手斧砍下來作為記號的樹枝，便追了上去。他的妻子知道獵人要追來了，便要孩子等一下見到獵人的時候假裝不認識他（因為獵人離開的時間太久，孩子都長大不少），然而，其中一個孩子卻見到好久不見的父親時，忍受不住便喊著：「爸爸！」跑向獵人，而獵人也認出了他原本的妻子。然而，就在那個瞬間，那個妻子變回了她原本的外型：一頭麋鹿！

#### 河狸
在一場舞會上出現了一對漂亮的姊妹，令許多男性著迷。其中一個少年在他們離開時偷偷跟著她們，塌陷她們抵達一條河邊後就突然消失了。
他問自己當巫師的母親要怎麼跟她們說上話，母親要他下次舉辦舞會的那一天意整天都不要吃東西，並且再跟上去一次。少年照著母親的方法，結果那對姊妹在河邊時轉過身來，好像早就知道他跟在後面一樣。她們邀請少年一起回家，少年答應了，那對姊妹便指著眼前的河說那不是河，而是回家的路，隨即便帶著少年行走過水面抵達河的另一邊，他們眼前隨即憑空出現了一扇門，少年跟著姊妹走了進去，發現自己身在一座豪華的房子中，而那對姊妹的家人們都已經在等他了。
那對姊妹的父親問他要不要成為自己的義子（跟自己的女兒結婚的意思），少年表示自己願意，就在那裡住了下來。然而，當天晚上，他發現自己枕邊的妻子（不知道是姐姐還是妹妹）背面的腰上有一個的東西：一條尾巴！他這才發覺，他的妻子和全家人都是河狸！隔天早上吃飯時，吃的是蛇肉，少年覺得很難吃，河狸們知道他在想什麼，便去附近的村子要了一點人吃的東西給他。
然而，時間流逝，少年的心情愈來愈不好，河狸們便決定由把他帶來的那對「姊妹」將他送回去。他的妻子告訴他回去後不要跟其他人說他們的事，不然七天後他就會回來這裡，少年答應了。回到他原本住的地方，大家對於跟著那對漂亮姊妹消失的他突然出現感到很驚訝，詢問他到底發生甚麼事，少年禁不住其他人的詢問還是說了。七天後，他就死了。

#### 貓頭鷹
有一個男人跟一個女人在舞會上相認、相愛並結婚，但很奇怪的是，婚後的男子並沒有住在妻子的家中，每天都在晚上的時候才回來，並背對著火吃飯，其他人覺得很奇怪，他說是因為自己牙痛而看到火會更痛（不明所以的藉口）。
其他人忍不住好奇心，趁著在一次晚上他又背對著火時，將漆樹枝點燃、舉高，從中飛出的火花有好幾顆掉到他的背上、點燃他的衣服，男人連忙把衣服脫掉，並轉頭察看發生了什麼事，露出他的兩個大眼睛和彎曲的鼻子──他是一隻貓頭鷹。

#### 啄木鳥
有一個少女愛上一名紅頭髮（或是帶著紅帽子）的英俊男性，兩人結婚了。
在一個寒冷的冬天裡，男人說要去砍柴就跑出去了，但遲遲沒有回來。妻子出門去找他，卻聽到一陣陣響亮的劈柴聲，她順著聲音走過去，發現一隻很大的啄木鳥吃力地不停啄著一棵樹要把樹砍倒，當下妻子沒有多想什麼，繼續去找自己的丈夫，直到最後找不到回到家。
男人在晚上回來，疲勞地坐在火邊，說砍太多柴讓他頭很痛。妻子向他提起那之啄木鳥的事情，而他卻理所當然地說：「那就是我啊。」

#### 蚯蚓
有一個川著紅棕色衣服的英俊男子向一名少女求婚，女孩答應了。沒多久，少女懷孕，卻生出了一個又一個、數量相當異常的孩子。
男子面有難色，察覺不對的人們這才發現男子是一隻蚯蚓。他們把那隻蚯蚓趕走，並和少女一起把那些非人類的孩子連同房子一起燒毀。

#### 蟲子
有個男人和女人結婚了，女人懷孕後，卻生下像蟲子的腳一樣多的嬰兒。女人覺得很羞恥，就叫那個男人離開，從此再也沒有人見過那個男的。

## 時事反映
有一部份的切羅基神話傳說可以反映出他們族群在發展過程中所發生、遇到的歷史事件，因此比起其他傳說故事，這一類的故事年代偏晚。

### 阿尼基斯基傳說
阿尼基斯基（Ani:gh(i)sgi，切羅基語）人是切羅基傳說中的外族，經常跟切羅基人發生衝突。他們也是印地安人，但說著跟切羅基人完全不同的話。他們住在一座朝西的山上，經常到處殺人、取走被害者的頭皮。目前認為阿尼基斯基人可能就是十六、十七世紀時住在田納西河附近尤金人（Yuchi）的分支傑斯卡人（Chisca），該部族在十八世紀的時候消失。
現在切羅基語中，「Ani:gh(i)sgi」這個詞代表短尾巴（bob-tailed），可能是當時那群被稱作阿尼基斯基人的服飾特徵。

#### 四個魔法師
因為阿尼基斯基人到處殘殺切羅基人，忍無可忍的切羅基人帶著軍隊要去討伐他們。他們來到了阿尼基斯基人紮營的山上，卻因為找不到他們的營地而苦惱著，便請隨著軍隊的四位老魔法師幫忙。
四個老魔法師互相推卸任務之後選出一個人去找，那個人便繞著一棵樹走，並在走到樹後突然不見了，同時，不少老鼠爬上了樹幹、幾隻烏鴉從樹梢上飛出去，發出不少聲響，過了一會兒後，烏鴉回來了、老鼠跑下了樹幹，而那名魔法師也出現在樹後面。
他帶來阿尼基斯基人的營地位置，切羅基人趁機夜襲，把他們全殺了。

#### 魔法師和麻雀
在一條河旁邊還有一群阿尼基斯基人，他們跟其他阿尼基斯基人一樣到處殺人打劫，還擄走了一名切羅基少女，切羅基人決定追殺他們。到了夜晚，以為會被殺掉的少女不敢睡覺，但當她聽到旁邊的樹上有麻雀在叫時，就知道自己的族人已經在不遠處了，所以也放心下來。
而正在群找阿尼基斯基人的切羅基人請了個魔法師來找他們的位置，魔法師睡了一覺後，宣稱自己看到了阿尼基斯基人的營地所在處，所以他變成一隻麻雀，帶著切羅基人，成功殲滅了阿尼基斯基人。

#### 報仇
有一個切羅基婦女跟自己的孫子相依為命，家中的男人都因為各種原因離開家裡了。有一天，阿尼基斯基人來到了這裡、殺了婦女並取走她的頭皮，但孫子逃掉了，並向切羅基人說發生了什麼事，切羅基人立刻集結起來去追殺阿尼基斯基人。阿尼基斯基人來到了一處山谷邊，因為已經走了很長的距離、還下起了雨，因此他們決定在那裡休息過夜。然而，卻被切羅基人發現並殺光了。

#### 被骨頭所殺
在白人來之前，切羅基人和阿尼基斯基人有一場戰爭。過程中，切羅基人在森林裡用木頭搭起柵欄防禦營地。一天晚上，當他們正在吃獵到的路時，聽到飛鼠如哭聲一般的響亮哀鳴。
其中一個切羅基人立刻站起身，說那隻飛鼠是由阿尼基斯基人變成要來破壞木柵的，立刻用手中還在啃的鹿骨往聲音傳來的方向丟過去，成功打死了那隻飛鼠。當下，其他在場的「飛鼠」都倉皇逃掉了。

#### 魔術師對抗阿尼基斯基
在切羅基人和阿尼基斯基人戰爭的期間，單獨打獵是被禁止的，每次一定都要七、八個人加一個魔法師。魔法師會使用法術監視周遭是不是有敵人接近、或他們打算獵的動物其實是敵人假扮的，另外，他們還會施法占卜，確認會不會有人無法回到切羅基人的營地中，如果有，就在找出那個人的名字。
有一次，一個打獵隊伍出發去打獵，並且在晚上的時候留在森林過夜。然而，卻被一群阿尼基斯基人發現並追殺而來，老年的魔法師要他其他人趕快逃，他會留下來拖住他們。在所有人都逃走後，他開始繞著火堆慢慢走著。
阿尼基斯基人向他射箭，但沒有一枝箭命中，當他們接近的時候，魔法師又突然倒在地上、滾離開來，不管他們怎麼射箭都沒有射中他，直到箭射完他們不得不把箭取回來，而魔法師早就不見了，其實他們從頭到尾都只是在對著他的影子射箭而已。

#### 沃托加之戰
有一次，一群阿尼基斯基人殺了切羅基人的一個獵人，事情被切羅基人知道後，切羅基人開始追殺他們。阿尼基斯基人一直逃到沃托加（Wataga）附近的一座小山丘上，然而，那座山因為被魔法師變成一推泥濘，當他們一跑到山上，腳就陷進泥土裡直到大腿，而追上來的切羅基人卻好端端站在泥濘上，把所有阿尼基斯基人都殺死了。
他們留下一個人，要他回去跟自己的族人說切羅基人不怕他們作為恐嚇，當切羅基人要放走那個人時，地面又突然變乾了。
在一個之前擄獲的切羅基少女的翻譯下，阿尼基斯基人的酋長認為雙方不能在這樣下去了，於是主動跟切羅基人談判，雙方停止戰爭，和平共存、並送回所有擄獲的人，從此他們再也沒有發生衝突過。

### 白人

#### 預言
在白人抵達美洲之前，切羅基有一個法力高強的魔法師，有幾個人曾拜託他占卜他們族群的未來會如何。
老巫師找來一根約六十公分的乾樹枝，點燃其中一邊，火一直燒著樹枝直到只剩下另一端的尖端才終於熄滅。魔法師觀察灰燼後，說：「我不知道未來詳細會發生甚麼事，但我看到我們所居住的這一整片森林將稍微灰燼、我們的族人除了一小部分可以留下來外，其他人都將被迫遷往西方。」
在場的人聽了他的預言後，決定在災難發生前先前往西方，但他們沒有告訴其他人或自己的朋友，連夜帶著自己的家人逃走了。

#### 印地安人和白人
有一個印地安人和一個白人坐在一根木頭上，印地兒人左邊、白人右邊，但是，白人一直往左靠，直到把印地安人擠到木頭的邊緣，印地安人猛然察覺，白人要把他趕到西邊！

#### 黑人
有一個印地安人和白人住在附近。有一天，一個人帶著一本書和藥草來給他們，白人要書、印地安人要藥，而不要書也不要藥的人就是黑人，因為他們有黑色的皮膚和漂亮的白色眼睛，他們很滿足自己的所有，所以不需要那些東西（這則故事在奧克拉荷馬州頗為普遍，該地一開始就有許多切羅基人，又因為為南方地區，不少黑人在那裡）。

## 鄉野傳說

### 水中的居民
有一個獨居的男人生病了，他沒有家人可以照顧他或餵牠吃東西，因此他越來越虛弱，直到有一天，兩個女人來到他的家裡、餵他吃東西，並且提議要把他帶回她們的家裡照顧，但男人因為太虛弱無法走路而拒絕。過了幾天後，那兩個女人又來了，並問了同樣的問題，男人還是以相同的理由拒絕，到了第三次也是一樣。
然而，第四次她們來照顧男人的時候，她們提議兩人攙扶那著男人走，說她們的父親會幫他治好身體，男人這才答應。兩人一人一邊抓著男人的手把他攙扶起來，一直走了很長的一段路，最後來到了一條河旁，但兩個女人卻說是「回家的路」，這男人很驚恐，以為她們要把自己丟進水裡淹死，但女人們很堅持，並帶著他走到河裡、在河床上的一個大洞旁站定，並反覆告訴男人，那不是一個洞，是她們的家，進入後在凳子上坐好，他們的父親會治好他的，並以命令的口吻要他進入洞中，男人別無選擇只好照做。
回過神來，他發現自己身在一個房間裡，房間裡沒有凳子，只有好幾隻大烏龜和滿地爬的蛇，一個老男人坐在房間中唯一的椅子上，要他坐在「凳子（其中一隻烏龜）」上，同時，帶他來兩個女人也出現在房間裡，開始趕走地上的蛇。
老男人幫男人治病，神奇的是，男人很快就覺得舒服多了，老男人也結束治療，要他的兩個女兒帶他回去，並囑咐男人七天不可以說話，不然他就會死。男人遵守他的警告，七天內都沒有開口，最後身體完全復原了。

### 忌妒的岳父
有一個男人是個出色的獵人和魔法師，總是能獵到他想要的獵物。他有一個漂亮的女兒，跟一個年輕的男人結婚了，而他的女婿也住進了他們家，兩個男人經常一起出去打獵。
他的女婿在學習後也成為了很厲害的獵人，甚至比岳父還要厲害，因此引起岳父的忌妒，想要找機會讓他丟臉地打獵失敗，他反覆給女婿出難題，像是要他單獨去獵鹿、獵熊等危險的東西、還藉由魔法來干擾他，但女婿都成功完成任務。女婿也是一個魔法師、他也察覺到岳父的想法，因此都盡可能在白天回家避免岳父趁著晚上在荒郊野外害死自己。
之後，岳父又在蜂鳥不會出現的季節，要女婿去獵蜂鳥帶回來給他吃。女婿沒有去找蜂鳥，反而獵了一大堆其他的鳥，並將羽毛拔下來、用魔法變成蜂鳥的樣子，帶回去煮成湯給岳父喝。
當岳父開始喝湯後，他感覺到胃痛痛的，但為了面子還是繼續喝，而胃也一直痛下去，直到最後，他的肚子炸開來，噴出了一堆羽毛。

### 箭頭巫術
很久以前，切羅基人經常在跳舞，而其中有個女人，跳舞時總是穿著龜甲腳搖鈴，另一個女人很羨慕她可以用那個樂器，想跟她借來用，但那個女人不肯借。直到有一天晚上，那個女人前往她們練習跳舞的房子裡時，發現她放在那邊的龜甲腳搖鈴已經被羨慕她的女人穿走了，她沒辦法只好直接開始跳舞，偷用樂器的女人霸佔了樂器一整晚。到了下次，搖鈴又被拿去用了、第三次也是一樣，她最後終於忍無可忍，照著她父母的建議去找一個法力高強的巫師幫自己的忙。
那個巫師身上總是帶著一片鹿皮和小小的葫蘆手搖鈴、住在漆黑的房子裡。女人像他說明了自己的煩惱後，巫師從鹿皮中取出了七個箭頭、把房間角落裡的一小堆溫暖的灰燼撫平，將箭頭的箭尖朝外擺成一個圓，並在中心放上一塊用來占卜的透明石英。
時機一到，他便開始低聲吟誦一段咒語，房屋外開始傳來有東西撞到牆壁的聲音，隨即是「咔嗒」的一聲，其中一個箭頭突然自己從牆壁的縫隙裡飛了出去，在灰燼上留下一個痕跡，過了一段時間後，相同的聲音再度響起、箭頭又突然出現在原處。巫師點火，檢查一下箭頭，發現什麼事情也沒有發生，他認為還不到時候，稍等片刻後，要女人帶著他去他們平常跳舞的房子檢查。偷用搖鈴的女人仍然在那兒使用不屬於自己的樂器跳舞。
確認過後，巫師回到他的房子裡，再度施法一次，這回，箭頭上沾滿了血跡，而石英上也出現了裂痕，他便宣稱箭頭已經貫穿了那個女人。
他們又前往跳舞的房子查看，發現那個女人已經中箭而死。巫師當場大哭，哀嘆著：「可憐的女人。」但有人懷疑他只是想掩飾自己的喜悅。

### 獵人和三隻狗
有一個獵人養了三隻狗，他很疼愛他們，不僅不帶牠們出去打獵，還要自己的妻子好好照顧牠們，但他的妻子很討厭狗，都不餵狗吃東西，狗向獵人抱怨也沒用（獵人和他的妻子都是魔法師，聽的懂狗的話）。有一天，飢餓的狗在家裡搜尋食物，牠們找到一個袋子，但裡面除了樹根和樹枝外什麼也沒有，牠們又把袋子放回去了。
然而，那個袋子其實是身為魔法師的妻子用來存放烏蓮達的袋子，三隻狗因為聞到味道也擁有了魔力，而妻子也因為烏蓮達被攪亂而身體有所變異。隔天早上，妻子吃早餐的時候，卻覺得肉不好吃，反而一根接一根咬破手指、開始吸自己的血，手指吸完了換腳趾、胸部，甚至把他們的女兒殺了切片來吃。
三隻狗嚇到了，連忙跑出去找到獵人，跟他說妻子已經變成食人魔，要他趕快逃，獵人雖然聽了牠們的話，但妻子還是追了上來。他們跑到湖邊、划著獨木過河，而妻子直接跳進水裡游泳追上差點就爬上獨木舟，但獵人把她推了下去。他們最後來到湖的另一邊，遇到了一對老夫婦，以幫他們打獵為條件讓自己住在這裡，老夫婦雖然答應，但他們說這附近的頭目如果知道他的存在，就會來挑戰並殺了他。
隔天，頭目果然來了，他要跟獵人比賽賽跑，最小的狗勸他不要參加，因為他贏不了，要獵人讓牠代替自己。於是獵人把衣服放在牠的身上，那隻狗就變成了獵人的樣子，幫助獵人跑贏比賽。頭目又以自己的命和頭目的位子作為賭注，跟他比賽丟球，這次換最大的狗代替獵人出賽，並且又贏了，獵人就這樣成為了當地的頭目。

### 食人魔
很早以前，世界上還存在著食人魔這種外表跟一般人沒兩樣的怪物。
有一個父親和他的兒子住在一個女性食人魔附近，為了避免被吃掉，父親每天都去打獵給食人魔吃，兒子因此天天都吃不飽。直到有一天，兒子終於忍無可忍，假裝跟父親說要去看奶奶而出門，其實偷跑去女食人魔的房子附近觀察，發現食人魔剛好不再、而肉都掛在室內，他便趁機隔空把其中一個肺給拿到手，他是一個魔法師。
發現東西被偷的食人魔立刻找上他們算帳，她向兒子提出挑戰賽跑，如果兒子輸了話就要被她殺了後吃掉、如果她輸的話則可以殺死全部的食人魔，兒子答應了。為了在賽跑中取勝，兒子前後取得了一條手臂長的核桃樹皮、黃鼠狼的皮以及豹的鬍鬚，並偷看食人魔訓練的方式來訓練自己。
比賽當天，兒子和食人魔約定在一棵樹下見面，然而，正當比賽即將開始的時候，食人魔卻偷偷扳彎樹枝重重打在他身上讓他摔出去跌倒，自己跑出去把他甩在後頭。兒子知道光是跑已經追不上了，便使用魔法，把黃鼠狼的皮變成一隻鹿騎在上面、把樹皮變成一條蛇（用處不明）、把豹的鬍鬚變成一隻真的豹追上去把食人魔吃了。
兒子就這樣抵達終點並獲勝，把所有被邀請來的食人魔都殺了。

### 變成熊的男人
有一個獵人出去打獵、射中了一隻熊，但那隻熊逃走了，而獵人追上去，一直到一處懸崖下方的樹叢中。
他在那裡驚訝的發現，有一隻全白的熊在那裡！牠不僅把箭那隻被牠射傷的熊身上拔出來、還把傷口治好了。當看到獵人時，很不開心的指責獵人的行為，並要他留在這裡跟熊一起生活，那身雪白的毛讓獵人神魂顛倒，就這樣留在那裡、跟牠們做一樣的事、吃一樣的食物，白熊還會藉由把前腳互相摩擦、變出一堆栗子給牠們吃。時間一久，獵人也逐漸變成了一隻熊，原本被他射傷的熊還把自己地盤中的一部份讓出來給他住。
幾年後的冬天，那隻「熊」突然感覺到有什麼東西在自己的頭上爬來爬去，他知道是人類來找牠了。他的熊同伴要他趕快躲起來，說當人類來了，牠會讓人類殺死自己，但七天後牠就會復活。然而，出來找獵人的人們雖然的確殺了他的同伴，但卻也發現了躲起來的「熊」，熊連忙用人類的話跟他們交談，並把所有發生的事都跟他們說。其他人雖然很震驚，但最後還是接受他所說的，並把他帶回去了。

### 黑豹
有一個獵人出去打獵抓到一隻黑豹，把牠帶回家像狗一樣拴住，那隻黑豹很溫馴，什麼反應也沒有，打算養牠的獵人就這樣放心地繼續打獵去了。當天晚上，他沒有回家而是在森林中過夜，然而，森林中不停傳出詭異的吼叫聲，讓他驚覺可能發生了不好的事情，趕回家後，孩子已經被黑豹殺死了。

### 女人和狼
在切羅基人的傳統觀念中，經期間的女性是不能進去森林裡的，因為會被狼聞到血味而追殺。但有一個自以為勇敢的女人，在經期期間依然跑到森林裡去撿柴，結果被狼包圍了。
她沒有在怕、爬到樹上，而狼在下面等著她掉下來，為了防止自己摔下去，她還把頭髮剪下來綁住自己和樹枝，然而，她也一直被困在樹上，直到來找她的族人趕走狼群要她下來時，她已經死了。

### 男人和火雞
有一個男人很會抓鳥類，各種鳥他抓了起碼好幾百隻。但有一次，他試著抓火雞時，被一整群火雞攻擊，沒有對付過這麼大一群的他最後死於火雞瘋狂的攻擊中，他的族人發現他的屍體時，還以為他是被其他部落的人殺死的。

### 臭鼬和天花
有四個男人出發前往一個地方拜訪，但在回程的路上，一個男人染上了天花甚至因此走不動了，其他男人很擔心自己會被傳染，因此決定丟下他離開，他們在一個空曠的地方把生病的男人用枯葉蓋著，還假裝答應四天後會回來接他，實際上他們認為那個人會在更早之前就死了。
被留下來的男人躺在地上，迷濛之中，他聽到有動物靠近自己的聲音，那隻動物一邊從腳到頭、從頭到腳的聞著他，一邊在他的身上撒尿，在那隻動物離開時，男人才看出那是一隻臭鼬。
隔天，他的病莫名其妙地就好了。

### 懶惰的男人
有一個整天遊手好閒、討厭工作的男人，他認為活在世上就是要輕鬆自在，當一個人的麻煩太多了。
因為地上爬的螞蟻看起來很輕鬆，所以他變成一隻螞蟻，但變成螞蟻後他不僅要每天打掃蟻窩或出去覓食，還要跟其他蟻窩的螞蟻對抗，所以他變回了人。
他又覺得樹只要好好待在一個地方很悠哉，所以變成了樹。但這讓他每天被日曬雨淋、冬天受寒、還得小心會有人來砍自己，所以他又變回了人。
接著，他又變成每天只需要吃草的鹿，認為會比較輕鬆一點，但被獵人和豹的追殺讓他又變回了人。
接著，他又變成石頭（會被雷電和要製作箭頭的人打碎）、魚（被漁夫捕撈）、熊（被獵人追殺）、小鳥（被老鷹吃掉）等東西，但沒一個有可以輕鬆度日，最後他決定繼續乖乖做個人就好。

### 魚堆石頭
有一個整天只會釣魚而不務正業的男人，有天在河邊看到一個奇怪的現象：一大堆魚推著石頭，在水裡堆起一個石堆！雖然石頭和魚都很小，但隨著牠們一次又一次的搬運，石堆愈來愈大。
看到魚那麼努力，男人對於自己的行為感到很羞恥，決定開始好好工作過活。

### 鳥和魚的教誨
有一個整天在釣魚而不做正事、就算沒釣到也沒關係的男孩，有天在森林裡看到一隻鳥正努力築巢，雖然牠只有腳、一次也只能啣幾根細樹枝回來，但鳥一直做，直到終於把巢蓋完。到了河邊，他又看到一隻又大又紅的魚，沒有手沒有腳，卻以飛快的速度收集著砂石，這讓有手有腳的他感到很羞愧，當下就把魚竿和籃子丟進河裡。回去好好砍柴、打獵、耕田，幾年後就成為了當地最富有的年輕人。

### 冰男
有一年秋天，人們放火燒了一顆白楊樹，沒想到火一直燒到根部都還沒熄，反而沿著根一路燒到地底、造成一個越來越大的洞，在試著熄滅火失敗後，有個人提議前往北方找一個住在冰屋裡的男人來幫忙滅火，族人立刻派人前去拜託，果然找到了那個男人。他是一個個子很矮、及地的長髮綁成兩條辮子。
他答應幫忙，便把辮子解開，用一隻手抓著頭髮撫過另一隻手，第一次，使者感覺到有風吹過臉頰、第二次，天空開始下起了小雨、第三次，小小的碎冰開始和雨滴一起落下、到了第四次，天空開始下起冰雹。男人之後停止動作，要使者回去看看，而他明天也會過去。
使者回去後，發現火坑裡的火還沒熄。隔天，從北方吹來了一陣寒風，原本只是讓火更旺盛，但風很快便為狂風，帶來暴風雪、冰雹和融化後的急雨，直到火坑中飄出一堆煙霧、只剩下幾個燒紅的木炭，而人們這才敢從避難處出來。直到他們熄滅了所有僅剩的火苗後，原本的火坑已經變成了一座湖泊了。

### 獵人和唱歌的玉米
有一個獵人在森林裡打獵，晚上在森林過夜。然而，睡到一半，他卻隱隱約約聽到森林裡傳來他從沒聽過的幽美歌聲，聽的他如癡如醉，一直到破曉歌聲才停止。
因為那個歌聲，他第二天完全無法集中精神做事，什麼動物也沒獵到。到了晚上，歌聲又傳了出來，這回他沿著歌聲傳來的方向一直走、一直走直到逼近破曉，才終於發現歌聲是從一株很普通的玉米裡傳出來的。
玉米傳來的聲音主動向他搭話，他們很快聊開了，玉米告訴他許多事情，像是如何成功打獵或是玩遊戲時的技巧，一直到正午時分，太陽來到了天上最高的地方，而那株玉米也突然變成了一個漂亮優雅的女人！然而，獵人都還沒回神過來，那個女人一溜煙就跑掉了。
獵人回到部落後說起這件事，大家都說他一定是遇到加納迪的妻子謝露（selu）。

### 當嬰兒出生的時候
傳說中，蒙鳩每天早上都會飛到人類住的地方，從窗戶往屋裡看有沒有哪家人生了新的孩子，如果生的是男生，牠們就會發出淒厲而悲傷的叫聲，因為男生未來將會拿起弓來射死牠們，如果生的是女生，牠們則會很開心的唱著歌，因為女生未來會去種田、讓牠們可以吃穀物。類似的情況在蟋蟀上也會發生。

### 弗利克利爾傳說

#### 為母報仇
弗利克利爾從小就是一個強大的巫師，他可以用自己的弓箭射中跳蚤，最多一天可以射死兩大把，因此被稱為弗利克利爾（fleakiller）。
他很小的時候媽媽就去世了，但因為對媽媽沒什麼印象，他也沒有特別傷心。直到大約5、6歲、他在河邊用石頭把刀磨利來做新的弓箭時，每磨一下他就聽到奇怪的「匝淒（Tsatsi）」聲音，他回去問其他人那是什麼意思？別人告訴他，那是「你的母親」的意思。
弗利克利爾進一步問別人有關他母親的事情，族人們雖然不太願意，但最後還是開口了。原來他的母親在他小時候去一條河旁邊洗衣服，驚動到住在河裡的巨蛇，大蛇一生氣、激起河水（或是說噴出水柱），把他的母親捲入水中就此消失。而那個洗衣服的地方也因此被族人列為禁忌之地，不敢再靠近。
知道實情的弗利克利爾相當生氣，要直接去找巨蛇算帳，族人們怎麼勸都不聽，大家都認為他死定了。
當他抵達河邊時，剛好看到巨蛇就躺在河床中休息，趁機拉起弓箭射死牠。

#### 玩球
弗利克利爾有一個妹妹，從小就跟在他的屁股後面。
有一天，兩個人在外面遊蕩的時候，遇到了一對小人兄妹，小人向他們兄妹挑戰玩足壘球（kick ball，本文的玩法為兩對男女，一對一，一方踢一方接）小人讓弗利克利爾先跟自己的妹妹踢。然而，弗利克利爾卻和小人的妹妹因為都不要先踢球而吵起來，他說如果自己先踢的話就會贏，但小人的妹妹仍然堅持要後踢，弗利克利爾沒辦法只能照做。
他踢球出去，球沒有飛到空中，反而重重撞上對手，讓她飛到空中、摔在門柱尖銳的頂端上被刺死了。
還好那個小人擁有強大的魔力，他把屍體帶回去，並讓自己的妹妹重新復活。

#### 獵熊
在那次玩球的意外後，小人們開始仇視弗利克利爾，打算除掉這個眼中釘，他們邀請他一起去獵熊，而弗利克利爾答應了，帶著他的弓箭和一把砂岩做的刀跟上去。
不久，一行人來到野外的一處月桂樹林前，小人們告訴他雄就在這裡面，要他進樹林裡把熊殺了拖出來，而小人們則會包圍樹林避免熊跑掉，弗利克利爾便照他們的話去做，走進了月桂樹林中，然而，小人們都知道那是一處濃密的樹林，走進去就走不出來了，認為已經除掉弗利克利爾的他們大聲歡呼著回去。
月桂樹林中的弗利克利爾順利找到熊並把牠殺了，然而，準備把熊帶回去的他卻發現自己找不到回去的路，不管怎麼走他都會走回原來的地方，他試著呼叫樹林外的小人，卻也沒有得到回應。
天色漸漸變暗了，找不到回家的路地弗利克利爾便從自己的石刀上撥一片砂岩下來，對它祈禱並把石頭往不同方向丟出去，先後北、西、南三個方位，石頭最後都滾了回來，只有往東方丟時石頭一直滾到消失不見。為了保險起見，弗利克利爾還向那些方向各射一枝箭，也同樣只有射向東方的箭沒有再飛回來，他便確定東方是自己回家的路。
當他搬著熊回到營地，發現小人們正因為除掉了弗利克利爾而大肆慶祝、舉辦宴席和舞會，甚至沒有發現他出現在營地旁。
弗利克利爾當場暴怒，對著小人們大吼：「現在我把熊帶回來了！」便把整隻熊丟進營地中，小人們嚇得瞬間閉嘴。

#### 巨蛇達辜
小人們還是很怨恨弗利克利爾，計畫著以別的方法害死他。
他們又邀他去捕魚，來到一條河旁，那條河裡住著一條名叫達辜（dha:ghwv，切羅基語）的巨蛇，小人要不知情的他跳到達辜住的洞穴裡把魚趕出來，而他們自己會在外面的陰影處埋伏，魚一出來就抓住牠們。
弗利克利爾便進入達辜住的洞裡，被驚擾的達辜向他攻擊，卻反而被他殺死了。
當弗利克利爾進入洞穴後，小人們又以為他死定了，回去又跳舞又開宴會慶祝，小人們的頭目甚至開心地發表一場殺死弗利克利爾的演說，沒有人發現弗利克利爾在人群中聽得清清楚楚。
弗利克利爾當場來到小人頭目身旁，嚇了他們一大跳，弗利克利爾宣布自己殺了巨蛇達辜，並以尖銳的語氣嘲笑他們是懦夫。
1. ↑  Anonymous French, Laurence, 1941- Hornbuckle, Jim Owl, Karen French Wachacha, Herbert Wachacha, Yvonne Crowe, Richard Walker, AmyTeesatuskie, Reuben Martin, Elsie Panther, Patricia,1981,The Cherokee perspective: written by Eastern Cherokees,Boone, North Carolina: Appalachian Consortium Press,p175
2. ↑   Kilpatrick, Jack Frederick Kilpatrick, Anna Gritts,1966,Eastern Cherokee folktales: reconstructed from the field notes of Frans M. Olbrechts,Washington: U.S. Government Printing Office,Abstract
3. ↑   Irwin, Lee,1992,Cherokee healing: myth, dreams, and medicine,American Indian quarterly -- Vol. 16, no. 2 [Hurst, Tex.]: Southwestern American Indian Society,p239
4. ↑  Kilpatrick, Jack Frederick Kilpatrick, Anna Gritts,1966,Eastern Cherokee folktales: reconstructed from the field notes of Frans M. Olbrechts,Washington: U.S. Government Printing Office,Abstract
5. ↑  James moonry,1902,Myths of the Cherokee,Dover book,p239
6. ↑  Anonymous French, Laurence, 1941- Hornbuckle, Jim Owl, Karen French Wachacha, Herbert Wachacha, Yvonne Crowe, Richard Walker, AmyTeesatuskie, Reuben Martin, Elsie Panther, Patricia,1981,The Cherokee perspective: written by Eastern Cherokees,Boone, North Carolina: Appalachian Consortium Press,p4
7. ↑   Irwin, Lee,1992,Cherokee healing: myth, dreams, and medicine,American Indian quarterly -- Vol. 16, no. 2 [Hurst, Tex.]: Southwestern American Indian Society,p241
8. ↑   Irwin, Lee,1992,Cherokee healing: myth, dreams, and medicine,American Indian quarterly -- Vol. 16, no. 2 [Hurst, Tex.]: Southwestern American Indian Society,p242
9. ↑  James moonry,1902,Myths of the Cherokee,Dover book,p240
10. 1 2   Irwin, Lee,1992,Cherokee healing: myth, dreams, and medicine,American Indian quarterly -- Vol. 16, no. 2 [Hurst, Tex.]: Southwestern American Indian Society,p240~p241
11. 1 2 3   Kilpatrick, Jack Frederick Kilpatrick, Anna Gritts,1966,Eastern Cherokee folktales: reconstructed from the field notes of Frans M. Olbrechts,Washington: U.S. Government Printing Office,p392
12. 1 2 3  Kilpatrick, Jack Frederick Kilpatrick, Anna Gritts,1966,Eastern Cherokee folktales: reconstructed from the field notes of Frans M. Olbrechts,Washington: U.S. Government Printing Office,p391
13. ↑   Kilpatrick, Jack Frederick Kilpatrick, Anna Gritts,1966,Eastern Cherokee folktales: reconstructed from the field notes of Frans M. Olbrechts,Washington: U.S. Government Printing Office,p387
14. ↑  Fogelson, Raymond D.,1975,An Analysis of Cherokee sorcery and witchcraft,Four centuries of southern Indians, edited by Charles Hudson Athens: University of Georgia Press,p113
15. 1 2  Kilpatrick, Jack Frederick Kilpatrick, Anna Gritts,1966,Eastern Cherokee folktales: reconstructed from the field notes of Frans M. Olbrechts,Washington: U.S. Government Printing Office,p388
16. ↑  James moonry,1902,Myths of the Cherokee,Dover book,p252~p254
17. ↑  Anonymous French, Laurence, 1941- Hornbuckle, Jim Owl, Karen French Wachacha, Herbert Wachacha, Yvonne Crowe, Richard Walker, AmyTeesatuskie, Reuben Martin, Elsie Panther, Patricia,1981,The Cherokee perspective: written by Eastern Cherokees,Boone, North Carolina: Appalachian Consortium Press,p117~p118
18. ↑  Fogelson, Raymond D.,1975,An Analysis of Cherokee sorcery and witchcraft,Four centuries of southern Indians, edited by Charles Hudson Athens: University of Georgia Press,p113~p115
19. ↑  Kilpatrick, Jack Frederick Kilpatrick, Anna Gritts,1966,Eastern Cherokee folktales: reconstructed from the field notes of Frans M. Olbrechts,Washington: U.S. Government Printing Office,p392
20. ↑  Kilpatrick, Jack Frederick Kilpatrick, Anna Gritts,1966,Eastern Cherokee folktales: reconstructed from the field notes of Frans M. Olbrechts,Washington: U.S. Government Printing Office,p403
21. ↑  Kilpatrick, Jack Frederick Kilpatrick, Anna Gritts,1966,Eastern Cherokee folktales: reconstructed from the field notes of Frans M. Olbrechts,Washington: U.S. Government Printing Office,p393~p397
22. ↑  Kilpatrick, Jack Frederick Kilpatrick, Anna Gritts,1966,Eastern Cherokee folktales: reconstructed from the field notes of Frans M. Olbrechts,Washington: U.S. Government Printing Office,p419
23. ↑  James moonry,1902,Myths of the Cherokee,Dover book,p239~240
24. ↑  Kilpatrick, Jack Frederick Kilpatrick, Anna Gritts,1966,Eastern Cherokee folktales: reconstructed from the field notes of Frans M. Olbrechts,Washington: U.S. Government Printing Office,p386
25. ↑  James moonry,1902,Myths of the Cherokee,Dover book,p240~242
26. ↑  Kilpatrick, Jack Frederick Kilpatrick, Anna Gritts,1966,Eastern Cherokee folktales: reconstructed from the field notes of Frans M. Olbrechts,Washington: U.S. Government Printing Office,p387~388
27. ↑  James moonry,1902,Myths of the Cherokee,Dover book,p242
28. ↑  Kilpatrick, Jack Frederick Kilpatrick, Anna Gritts,1966,Eastern Cherokee folktales: reconstructed from the field notes of Frans M. Olbrechts,Washington: U.S. Government Printing Office,p390~391
29. ↑  James moonry,1902,Myths of the Cherokee,Dover book,p242~244
30. ↑  James moonry,1902,Myths of the Cherokee,Dover book,p244~245
31. ↑  James moonry,1902,Myths of the Cherokee,Dover book,p245~246
32. ↑  James moonry,1902,Myths of the Cherokee,Dover book,p246~247
33. ↑  James moonry,1902,Myths of the Cherokee,Dover book,p247~248
34. ↑  Kilpatrick, Jack Frederick Kilpatrick, Anna Gritts,1966,Eastern Cherokee folktales: reconstructed from the field notes of Frans M. Olbrechts,Washington: U.S. Government Printing Office,p392~393
35. ↑  Kilpatrick, Jack Frederick Kilpatrick, Anna Gritts,1966,Eastern Cherokee folktales: reconstructed from the field notes of Frans M. Olbrechts,Washington: U.S. Government Printing Office,p398
36. ↑  Anonymous French, Laurence, 1941- Hornbuckle, Jim Owl, Karen French Wachacha, Herbert Wachacha, Yvonne Crowe, Richard Walker, AmyTeesatuskie, Reuben Martin, Elsie Panther, Patricia,1981,The Cherokee perspective: written by Eastern Cherokees,Boone, North Carolina: Appalachian Consortium Press,p123~p125
37. ↑  Kilpatrick, Jack Frederick Kilpatrick, Anna Gritts,1966,Eastern Cherokee folktales: reconstructed from the field notes of Frans M. Olbrechts,Washington: U.S. Government Printing Office,p393~397
38. ↑  Kilpatrick, Jack Frederick Kilpatrick, Anna Gritts,1966,Eastern Cherokee folktales: reconstructed from the field notes of Frans M. Olbrechts,Washington: U.S. Government Printing Office,p398~400
39. ↑  Kilpatrick, Jack Frederick Kilpatrick, Anna Gritts,1966,Eastern Cherokee folktales: reconstructed from the field notes of Frans M. Olbrechts,Washington: U.S. Government Printing Office,p400
40. 1 2  Kilpatrick, Jack Frederick Kilpatrick, Anna Gritts,1966,Eastern Cherokee folktales: reconstructed from the field notes of Frans M. Olbrechts,Washington: U.S. Government Printing Office,p401
41. ↑  Kilpatrick, Jack Frederick Kilpatrick, Anna Gritts,1966,Eastern Cherokee folktales: reconstructed from the field notes of Frans M. Olbrechts,Washington: U.S. Government Printing Office,p401~402
42. ↑  Kilpatrick, Jack Frederick Kilpatrick, Anna Gritts,1966,Eastern Cherokee folktales: reconstructed from the field notes of Frans M. Olbrechts,Washington: U.S. Government Printing Office,p402~403
43. ↑  Kilpatrick, Jack Frederick Kilpatrick, Anna Gritts,1966,Eastern Cherokee folktales: reconstructed from the field notes of Frans M. Olbrechts,Washington: U.S. Government Printing Office,p403~404
44. ↑  Kilpatrick, Jack Frederick Kilpatrick, Anna Gritts,1966,Eastern Cherokee folktales: reconstructed from the field notes of Frans M. Olbrechts,Washington: U.S. Government Printing Office,p404~411
45. ↑  Kilpatrick, Jack Frederick Kilpatrick, Anna Gritts,1966,Eastern Cherokee folktales: reconstructed from the field notes of Frans M. Olbrechts,Washington: U.S. Government Printing Office,p422~427
46. ↑  Kilpatrick, Jack Frederick Kilpatrick, Anna Gritts,1966,Eastern Cherokee folktales: reconstructed from the field notes of Frans M. Olbrechts,Washington: U.S. Government Printing Office,p430~435
47. ↑  Kilpatrick, Jack Frederick Kilpatrick, Anna Gritts,1966,Eastern Cherokee folktales: reconstructed from the field notes of Frans M. Olbrechts,Washington: U.S. Government Printing Office,p440
48. 1 2 3  Kilpatrick, Jack Frederick Kilpatrick, Anna Gritts,1966,Eastern Cherokee folktales: reconstructed from the field notes of Frans M. Olbrechts,Washington: U.S. Government Printing Office,p442
49. ↑  Kilpatrick, Jack Frederick Kilpatrick, Anna Gritts,1966,Eastern Cherokee folktales: reconstructed from the field notes of Frans M. Olbrechts,Washington: U.S. Government Printing Office,p415~416
50. ↑  Kilpatrick, Jack Frederick Kilpatrick, Anna Gritts,1966,Eastern Cherokee folktales: reconstructed from the field notes of Frans M. Olbrechts,Washington: U.S. Government Printing Office,p416~417
51. ↑  Kilpatrick, Jack Frederick Kilpatrick, Anna Gritts,1966,Eastern Cherokee folktales: reconstructed from the field notes of Frans M. Olbrechts,Washington: U.S. Government Printing Office,p417~418
52. ↑  Kilpatrick, Jack Frederick Kilpatrick, Anna Gritts,1966,Eastern Cherokee folktales: reconstructed from the field notes of Frans M. Olbrechts,Washington: U.S. Government Printing Office,p418~420
53. ↑  Kilpatrick, Jack Frederick Kilpatrick, Anna Gritts,1966,Eastern Cherokee folktales: reconstructed from the field notes of Frans M. Olbrechts,Washington: U.S. Government Printing Office,p420~421
54. ↑  Kilpatrick, Jack Frederick Kilpatrick, Anna Gritts,1966,Eastern Cherokee folktales: reconstructed from the field notes of Frans M. Olbrechts,Washington: U.S. Government Printing Office,p422
55. ↑  Kilpatrick, Jack Frederick Kilpatrick, Anna Gritts,1966,Eastern Cherokee folktales: reconstructed from the field notes of Frans M. Olbrechts,Washington: U.S. Government Printing Office,p438~439
56. 1 2  Kilpatrick, Jack Frederick Kilpatrick, Anna Gritts,1966,Eastern Cherokee folktales: reconstructed from the field notes of Frans M. Olbrechts,Washington: U.S. Government Printing Office,p439
57. ↑  Kilpatrick, Jack Frederick Kilpatrick, Anna Gritts,1966,Eastern Cherokee folktales: reconstructed from the field notes of Frans M. Olbrechts,Washington: U.S. Government Printing Office,p439~440
58. ↑  Kilpatrick, Jack Frederick Kilpatrick, Anna Gritts,1966,Eastern Cherokee folktales: reconstructed from the field notes of Frans M. Olbrechts,Washington: U.S. Government Printing Office,p441
59. ↑  Kilpatrick, Jack Frederick Kilpatrick, Anna Gritts,1966,Eastern Cherokee folktales: reconstructed from the field notes of Frans M. Olbrechts,Washington: U.S. Government Printing Office,p441~442
60. ↑  James moonry,1902,Myths of the Cherokee,Dover book,p322~p323
61. ↑  James moonry,1902,Myths of the Cherokee,Dover book,p323~p324
62. ↑  James moonry,1902,Myths of the Cherokee,Dover book,p401
63. ↑  Kilpatrick, Jack Frederick Kilpatrick, Anna Gritts,1966,Eastern Cherokee folktales: reconstructed from the field notes of Frans M. Olbrechts,Washington: U.S. Government Printing Office,p411~415